# Ouray (Colorado)
Ouray település az Amerikai Egyesült Államok Colorado államában, Ouray megyében, melynek megyeszékhelye is. Lakosainak száma 898 fő (2020. április 1.).

## Népesség
A település népességének változása:

| 2010 | 1 000 |
| 2020 | 898   |